# Ізабель де Шар'єр

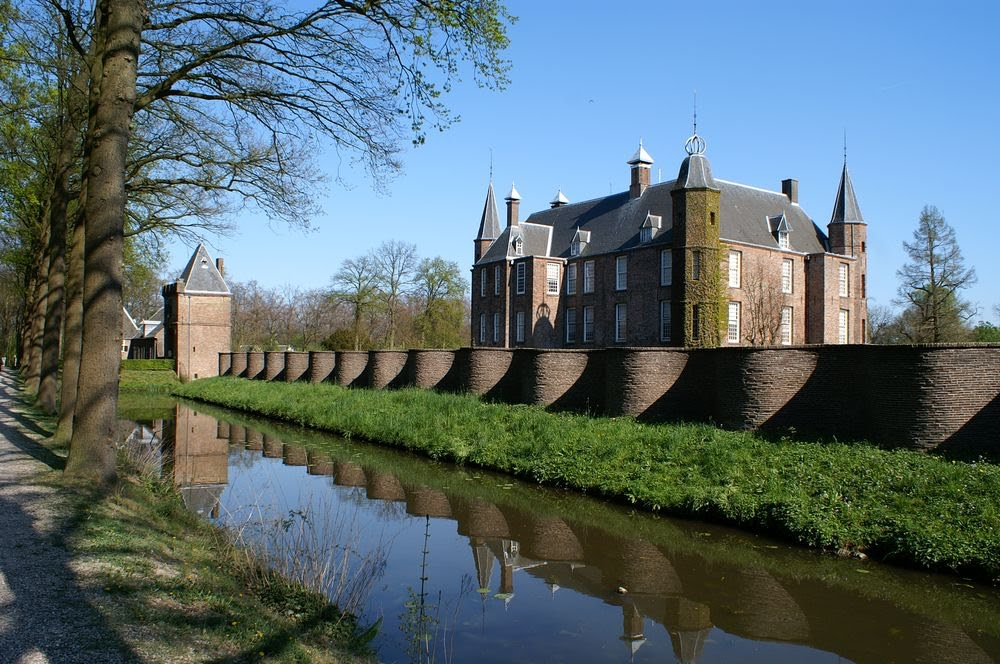
Замок Зуйлен зі зміїстим муром.

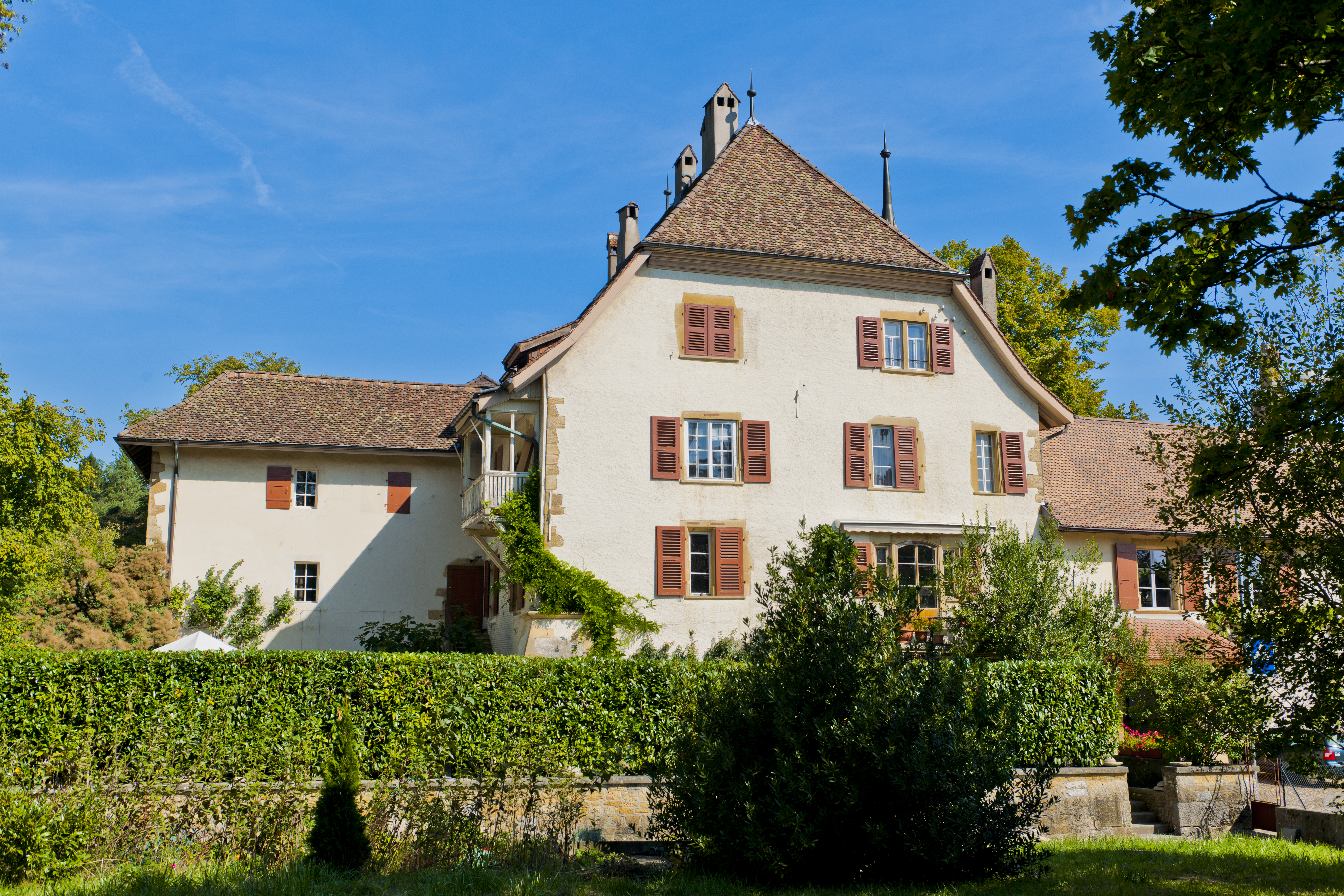
Ле-Понте (Коломб'є, Невшатель, Швейцарія)

Ізабе́ль де Шар'є́р (фр. Isabelle de Charrière), відома в Нідерландах як Белле ван Зуйлен (нід. Belle van Zuylen), при народженні Ісабелла Агнета Елісабет ван Туйл ван Серооскеркен (нід. Isabella Agneta Elisabeth van Tuyll van Serooskerken; нар. 20 жовтня 1740, замок Зуйлен, Утрехт, Республіка Сполучених провінцій — пом. 27 грудня 1805, Ле-Понте, Коломб'є, Невшатель, Пруссія) — нідерландська письменниця доби Просвітництва, перекладачка, драматургиня, романістка, поетеса і композиторка. У другій половині свого життя прожила в Коломб'є, що в швейцарському Невшателі. Нині найбільш відома своїми листами та романами, хоча писала також брошури, музику та п'єси. Помітно цікавилася суспільством і політикою свого часу, а її творчість у добу Французької революції вважається особливо цінною.

## Життєпис
Ісабелла ван Туйл ван Серооскеркен народилася в Зуйленському замку поблизу Утрехта в тодішніх Сполучених провінціях, у сім'ї Дідеріка Якоба ван Туйла ван Серооскеркена (1707—1776) та Гелени Якоби де Вік (1724—1768). Була найстаршою із сімох дітей. Її батька шотландський письменник Джеймс Босвелл, тоді ще студент права в Утрехті і один із її женихів, описував як одного з «найдавніших дворян у Семи провінціях», а матір — як «даму з Амстердама, з великою купою грошей».
1750 року Ізабель відправили в Женеву і їй таким чином випала нагода подорожувати Швейцарією і Францією зі своєю франкомовною гувернанткою Жанною-Луїзою Превост, яка була її вчителькою в 1746—1753 роках. Проговоривши цілий рік лише французькою, їй після повернення додому в Нідерланди довелося вивчати нідерландську наново. Однак на все подальше її життя французька залишилася для неї першорядною, більш бажаною мовою, чим можна пояснити, чому її творчість тривалий час не була відомою в її рідній країні настільки, наскільки цього можна було очікувати.
Широта і багатосторонність освіти, якою вирізнялася Ізабель, була досить незвичною для дівчат того часу. Цим вона завдячувала ліберальним поглядам своїх батьків, які дозволяли їй вивчати і такі предмети, як математика, фізика та мови, такі як латина, італійська, німецька і англійська. За загальним визнанням, вона була обдарованою ученицею. Завжди цікавлячись музикою, вона 1790 року почала навчатися у композитора Нікколо Дзінгареллі.
У віці 14 років закохалася у польського графа римо-католика Петра Денгоффа. Та він не зацікавився нею. Розчарована, вона на 18 місяців виїхала з Утрехта. Коли вона стала старшою, в її житті з'являлися різні залицяльники, але лише для того, щоб дістати відкоша — за те, що вони обіцяли прийти в гості, але цього не зробили, чи за те, що відмовлялися від подальшої боротьби за її руку і серце через її недосяжність. Вона бачила шлюб як спосіб здобути свободу, але також хотіла одружитися по любові.
Спеціально запрошена  Анною Поллексфен Дрейк та її чоловіком генерал-лейтенантом Джорджем Августусом Еліоттом завітати до їхнього лондонського дому на Керзон-стріт у Мейфері, Ізабель прибула на човні з Геллевутсльойса до Гаріджа 7 листопада 1766 у супроводі брата Діті, її служниці Доортьє та її камердинера Вітела.
Зрештою, у 1771 році вона одружилася з Шарлем-Еммануелем де Шар'єром де Пентаз (1735—1808), колишнім приватним вчителем її брата Віллема Рене за кордоном з 1763 по 1766 рік. Згодом вона стала відома як Ізабель де Шар'єр. Подружжя оселилося у маєтку Ле-Понте в Коломб'є (біля Невшателя), купленому його дідом Беат Луї де Муральт, з її свекром Франсуа (1697—1780) і двома неодруженими зовицями Луїзою (1731—1810) та Генрієтою (1740—1814). Пара також проводила чимало часу в Женеві та Парижі.

## Листування
Ізабель де Шар'єр вела розлоге листування з багатьма людьми, включаючи таких інтелектуалів, як Давід-Луї Констан де Ребек (Давід-Луї Констан д'Ерменш), Джеймс Босвелл, Бенжамен Констан та її перекладач німецькою Людвіг Фердінанд Губер.
1760 року Ізабель познайомилася з Давідом-Луї Констаном д'Ерменш (1722—1785), жонатим швейцарським офіцером, за яким у суспільстві закріпилася слава Дон Жуана. Після багатьох вагань потреба Ізабель у самовираженні здолала її сумніви, і після другої зустрічі два роки потому вона почала інтимне й таємне листування з ним тривалістю приблизно у 15 років. Гадають, що Констан д'Ерменш був одним з її найважливіших друзів по листуванню.
Шотландський письменник Джеймс Босвелл часто зустрічався з нею в Утрехті і замку Зуйлен в 1763—1764 роках, коли навчався в Утрехтському університеті. Він називав її «Зеліде». Через декілька років після від'їзду з Нідерландів у Гранд-тур він став постійним отримувачем її листів. Писав їй, що не любить її. Вона відповідала: «Ми в цьому одностайні, позаяк у мене немає хисту до підпорядкування». У 1766 році він направив умовну пропозицію своєму батькові після зустрічі з її братом у Парижі, але обидва батька не погодилися на шлюб.
1786 року мадам де Шар'єр зустрілася в Парижі з племінником Констана д'Ерменша письменником Бенжаменом Констаном. Той кілька разів навідувався до неї в Коломб'є. Там вони написали епістолярний роман, а розпочатий тоді обмін листами протривав до кінця її життя.
Вона також мала захопливе листування зі своїм німецьким перекладачем Людвігом Фердінандом Губером.

## Доробок
Ізабель де Шар'єр писала романи, памфлети, п'єси, музику. Її найбільш плідний період творчості настав лише після багатьох років перебування в Коломб'є. Тематика творів охоплювала її релігійні сумніви, шляхетність та виховання жінок.
Її перший роман, «Le Noble», вийшов 1763 року. Це була сатира проти дворянства, і хоча вона була опублікована анонімно, її авторство незабаром було встановлено і її батьки вилучили працю з продажу. Потім вона змалювала портрет себе для своїх друзів: «Portret de Mll de Z., sous le nom de Zélide, fait par elle-même. 1762». У 1784 році вона видала два романи «Lettres neuchâteloises» і «Lettres de Mistress Henley publiée par son amie». Обидва були епістолярними – форма, яку вона все ще полюбляла. 1788 року вона опублікувала свої перші памфлети щодо політичної обстановки в Нідерландах, Франції та Швейцарії.
Як шанувальниця філософа Жана-Жака Руссо вона допомагала у посмертній публікації його твору «Сповідь» у 1789 році. Приблизно в цей час вона також написала свої власні памфлети про Руссо.
Французька революція спонукала багатьох дворян утекти в Невшатель, а мадам де Шар'єр потоваришувала з деякими з них. Але вона також оприлюднила праці, де критикувала позиції аристократичних біженців, більшість із яких, як вона відчувала, революція нічого так і не навчила.
Вона написала або принаймні запланувала слова та музику до кількох музичних творів, але жоден із них не вцілів, за винятком фрагментів. Вона послала лібрето «Les Phéniciennes» до Моцарта, надіючись, що він поставить його, але відповідь невідома. Усі її музичні твори містяться в 10-му томі «Œuvres complètes»; до них зараховуються шість менуетів для струнного квартету, дев'ять фортепіанних сонат і десять арій та романсів.